# Graciliraptor
Graciliraptor (лат.) — род динозавров семейства дромеозаврид из раннемеловой эпохи, ископаемые остатки которых найдены в Китае. Включает единственный вид Graciliraptor lujiatunensis.
Типовой вид назвали и описали в 2004 году китайские палеонтологи Сюй Син и Ван Сяолин. Название рода происходит от лат. gracilis — «изящный», и raptor — «хищник». Видовое название дано в честь слоя Lujiatun формации Исянь, неподалёку от города Бэйпяо, провинция Ляонин, Китай, где расположен участок раскопок.

## Описание
Типовой образец, единственный известный, включает в себя часть верхней челюсти с несколькими зубами, почти полной передней и задней конечностями и десять неполных хвостовых позвонков. Длина бедренной кости составляет 13 сантиметров. По первоначальным оценкам, при жизни динозавр имел длину около 90 сантиметров. В 2010 году Грегори С. Пол дал более высокую оценку размера в 1 метр и массы в 1,5 килограмма.
Graciliraptor имел чрезвычайно лёгкое телосложение для теропода, не принадлежащего кладе Avialae, с сильно вытянутыми средними хвостовыми позвонками и костями задних конечностей. Дальние суставные отростки (postzygapophysis) связаны тонкой костной оболочкой (lamina), которая простирается назад за одну восьмую тела следующего позвонка, тем самым дополнительно укрепляя середину хвоста, и без того обездвиженную типичными для дромеозаврид длинными ближними отростками (prezygapophysis).
Ископаемые остатки Graciliraptor были обнаружены в самых низких слоях формации Исянь — слое Lujiatun, ниже пород, где были обнаружены аналогичные ранние дромеозавриды, такие, как синорнитозавр и микрораптор. Это самый древний названный дромеозаврид и самый старый из известных по ископаемым остаткам. Окаменелости дромеозаврид встречаются вплоть до ранней юры, но известны в основном по ископаемым зубам.

## Систематика
Как ранний дромеозаврид, Graciliraptor предоставил информацию о ранней эволюции и диверсификации группы. По нескольким признакам он сходен как с ранними троодонтидами, так и с птицами группы Avialae, подтверждая близкое родство между Avialae, троодонтидами и дромеозавридами.
Сюй и Ван посчитали Graciliraptor близко родственным микрораптору, похожему дромеозавриду из более молодой формации Jiufotang. Позднее его поместили в подсемейство Microraptorinae.